# 浜岡町駅
浜岡町駅（はまおかちょうえき）は、かつての静岡県小笠郡浜岡町（現御前崎市）にあった、静岡鉄道駿遠線の駅である。

## 当時の様子
この付近は陸軍遠江射場の専用軌道の跡地を転用したため（線路自体は独自に敷設）、池新田の市街から南に外れたところにあり、浜岡砂丘にも近い。
駅前に商店があった。池新田高校に通う生徒の利用が多かった。
廃止直前の頃は、列車本数が少なくなったために無人駅になり、新三俣 - 地頭方間の列車の交換は堀野新田駅で行われることになった。

## 現在の様子
国道150号浜岡インターチェンジとボウリング場にはさまれた側道になっている。

## 歴史
- 1948年（昭和23年）
  - 1月20日 新三俣 - 池新田間 8.2kmが開業。開業当時は池新田駅であった。
  - 9月6日 池新田 - 地頭方間 7.1kmが開業と同時に駿遠線全通。途中駅となる。
- 1955年（昭和30年）4月1日 池新田町が合併による町名変更で、浜岡町駅に改称。
- 1964年（昭和39年）9月27日 新三俣 - 堀野新田間 13.1kmが廃止と同時に廃駅。

## 備考
1935年に廃止された堀之内軌道（堀之内駅前 - 池新田間 14.8km）にも池新田駅が存在したが、そちらは市街のほうにあり、同位置ではない。また、戦前に廃止されたため、同時には存在していない。

## 隣の駅
静岡鉄道駿遠線
桜ヶ池駅 - 浜岡町駅 - 塩原新田駅